# Robola
Robola (griechisch Ρομπόλα) ist eine Weißweinsorte, die auf der Insel Kefalonia, insbesondere in Omala kultiviert wird. Aus Robola wird der OPAP (Onomasia proelefseos anoteras piotitos Ονομασία προελευσέως ανωτέρας ποιότητος) - Qualitätswein Robola Kephallinias gewonnen.
Der Weinbau auf Kefalonia geht auf die Venezianer zurück, die diese Rebsorte eingeführt haben sollen. In Italien ist der Robola allerdings nicht mehr zu finden, so dass sie zurzeit als eine autochthone Sorte Griechenlands gilt. Sie ist auch nicht mit der italienischen Rebsortenfamilie Ribolla verwandt. Während eine Genanalyse in Kalifornien zum Ergebnis hat, Robola sei identisch mit der Rebsorte Thiako, liefern Analysen im Weinbauinstitut Athen andere Ergebnisse. Demnach sei Robola identisch mit der Sorte Goustoldi. Es stellte sich jedoch später heraus, dass die in Kalifornien und in Athen vorliegenden Reben nicht identisch waren. Dies könnte ein Beleg für eine Vermutung sein, dass Robola keine Sorte, sondern eine Gruppe von im Gemischten Satz stehenden Sorten ist. 
Der trockene, säurebetonte und extraktreiche Wein zeichnet sich durch einen zitronenartigen Duft aus. Er gilt als einer der besten und teuersten griechischen Weißweine.
Siehe auch den Artikel Weinbau in Griechenland sowie die Liste von Rebsorten.

## Synonyme
Die Rebsorte Robola ist auch unter den Namen Asporombola, Asprorobola, Asprorompola, Robbola, Rombola, Rompola und Rompola kerine bekannt. 